# Hélène Martin
Hélène Martin (París, 10 de diciembre de 1928 - Cordemais, Loire-Atlantique, 21 de febrero de 2021) fue una poetisa, cantante, cantautora y guionista francesa. Fue especialmente conocida por musicar textos de poetas, entre ellos a Louis Aragon y Jean Giono, de quienes era amiga personal. En 1972 presentó Liberté Femme  y una década más tarde, en 1982 Liberté Femme II. Fue una de las grandes intérpretes de la poesía, junto a Léo Ferré, Jean Ferrat, Paco Ibáñez o Angélique Ionatos.

## Biografía
Hija de un profesor de geografía e historia profesor de Sciences Po, estudiante de Bellas Artes, empezó a cantar en París en los cabarets de la margen izquierda, sobre todo en La Colombe, la Contrescarpe, le Petit-Pont, en casas de jóvenes y de la cultura, o en hogares de jóvenes trabajadores. En casa, en su adolescencia, con su hermana, canta a Édith Piaz, CharlesTrenet, Maurice Chevalier. Frecuenta los clubs de jazz y bares en el que tocan músicos gitanos. Un día, explica «un compañero olvidó en casa su guitarra de jazz con cuerdas de acero. Al cabo de algún tiempo compré un método para estudiar guitarra para empezar a tocar». Fue al Bar Vert para aprender guitarra con un gitano. Aprende música de oídas. Tras los estudios de Artes decorativas frecuenta los cursos Simon e intenta una carrera de actriz en el teatro, lo que le permite relacionarse con Michel Bouquet o Jean Vilar.
A partir de 1956 encuentra su camino en el escenario del cabaret L'Escluse, donde también debutará Barbara incorporando melodías a las palabras de Arthur Rimbaud o a las de François Villon. Grabó, acompañada de su guitarra. Catalogada como una «cantante intelectual» «ofreció a sus amigos poetas una ventana al patio del público en general» señalan especialistas.
En 1961 obtiene su primer premio, el premio Charles-Cros. 
En 1962 logró ser autorizada para poner música a un largo poema de Jean Genet, Condenado a muerte "Tienes una voz magnífica, cántalo donde quieras y cuando quieras! Lo escuché: gracias a ti, está radiante" le respondió el poeta. A propuesta de Jean Vilar, monta el espectáculo Terres mutilées sobre textos de René Char en el festival de Aviñón en 1966, con Roger Blin, Francesca Solleville, Bachir Touré. 
En 1966 inició su carrera teatral participando en el 20 aniversario del Festival de Aviñón con el actor Roger Blin, la cantante Francesca Solleville y el cantante senegalés Bachir Touré con el espectáculo titulado Terres mutilées inspirado por René Char. Del resultado y la suma de muchos apoyos en 1968 se publica el disco. Picasso ofreció los derechos de reproducción de una de sus obras para apoyarlo. De 500 a 2000 personas se convertirán en miembros de un club que existen en la sombra: los Amies du cavalier.
En junio de 1967 firmó un llamamiento de denuncia contra la guerra de Vietnam y participó en un concierto promovido por Alfred Kastler, Jean Paul Sartre, Laurent Schwartz y Pierre Vidal-Naquet y participa activamente en el ambiente cultural del mayo del 68. 

### Años 70
En 1970 se instala en Viens, Vaucluse, donde creó su propia productora discográfica, Disques du Cavalier, activa hasta 2006 donde además de su propia música produce a Henri Gougaud, Les Ménestriers, Jean Moiziard o Marc Ogeret.
Prepara conciertos y espectáculos musicales a la par que produce programas de radio y televisión. Destaca la serie Plain-Chant  para televisión emitida a mediados de los años 70, dedicada a retratos de poetas entre ellos de sus amigos poetas Louis Aragon o Jean Giono de los que adaptó también sus poemas a canciones...  también Max Jacob, Louise Labé, Mac Orlan, Soupault, Jean Genet. Una serie de 22 capítulos, ellos sólo el perfil de una mujer: Colette.
Al tiempo el poeta Philippe Soupault realiza un retrato sensible, himno de amor en Hélène Martin, une monografía que aparece en 1974 en Seghers.
A "Pierrot la chanson" le sigue una serie de cuatro emisiones de Hélène Martin en colaboración con Solange Noah Chansons de gestes.
También realizó una adaptación de Jean le Bleu. Aragon le presentó al poeta chileno Pablo Neruda, y en 1975 publicó su interpretación La elegía a Pablo Neruda.
Entre sus otros poetas favoritos estaban Audiberti, Colette, Lucienne Desnoues, Paul Éluard, Luc Bérimont, Eugène Guillevic, Louise Labé, Queneau, Seghers, Supervielle, Soupault, Jean Mogin. También versionó canciones de Léo Ferré o Gilles Vigneault.
Philippe Soupault le rindió homenaje en una monografía en 1974, Hélène Martin, publicada por Seghers.
En 1976, puso en escena Chansons / roman en Carré Silvia Montfort. Tras una exposición sobre Georges Braque en el Centre Pompidou en 1982, adaptó Le Condamné à mort de Jean Genet en 1984, en forma de ópera-poema, en el teatro Romain Rolland de Villejuif. 

### Liberté femme
Amiga de la novelista Christiane Rochefort y de la abogada feminista franco-tunecina Gisèle Halimi dedica algunas de sus canciones a algunas «bellas figuras» femeninas: la poetisa Louise Labé, las cantantes Bessie Smith o Colette Magny, a su propia madre (Maman fardeau, maman miracle).
En 1980 participó en la fiesta del 8 de marzo Un jour de fête au féminin présent convocada por la Unio des femmes françaises y Heures claires des femmes.
Graba dos discos, Liberté Femme I y II.
En 1972 presenta Liberté femme (Ballade Des Dames Du Temps Présent) en el LP Liberté Femme, en Disques Du Cavalier en el que hace homenaje a la lucha de las mujeres y la amistad mencionando a Francesca Solleville, Colette Magny, Barbara, Angela Davis. 
Una década más tarde, en 1982 presenta el LP Liberté Femme 2 : Cara A: Marie-Ombre, Marie-Soleil;  À la Vie À La Mort;  Pour Toi; La Fatiguée; Les Femmes Sont Si Belles y Cara B: Chanson Des Gestes (Les Mains);  Mon Pays Au Cœur; Le Discours Amoureux; Libérté-Femme (Version 2).
También fue realizadora de Le Choix (La elección) en 1990, una serie de siete programas sobre anticoncepción.
En sus declaraciones, sin embargo, se distancia del activismo y del Movimiento de Liberación de las Mujeres, vanguardia del feminismo francés en la década de los 70:
"Cuando eres mujer y quieres crear, te encuentras con muchas dificultades. No soy feminista, no soy MLF (Mouvement de Libération des Femmes), no soy activista. Pero quería decir ciertas cosas, ciertas situaciones que las mujeres se enfrentan”  explica en una entrevista añadiendo que la misoginia no es solo un acto de hombres, sino también de muchas mujeres.
En 2010 las canciones Liberté Femme y Le discours amoureux son incluidas en el CD Femmes de paroles que reunió a además de Hélèn Martin a Michèle Bernard, Diane Dufresne, Sapho, Colette Magny, Anne Sylvestre

### Años 90
En 1982 presenta el espectáculo George Braque en el Centro Pompidou.
En 1989 Hélène Martin se lanza al teatro sin olvidar sus raíces. Lo denomina "Teatro del canto".
Étienne Daho retoma en concierto el montaje musical de Hélène Martin del texto Sur mon cou de Jean Genet (extracto de Condamné à mort), que grabó en 1998.
En 1999 grabó un nuevo álbum, La Douceur du bagne, sobre poemas de Michel-Ange, Artaud, Rimbaud, Fargue, Claude Roy o François Villon.
En 2009, Hélène Martin fue invitada a actuar en el Teatro Bouffes-du-Nord en el festival Hommage à l'âge. Fue su última aparición en el escenario.
Al año siguiente, publicó Voyage en Hélènie, una caja con trece CD que narra su carrera. También en 2010 Jeanne Moreau reapareció con una versión del poema de Jean Genet Le condamné à mort musicado por Hélène.
Entre sus últimos trabajos propone una retrospectiva de sus títulos creados entre 1963 a 1992 con Le Condamné à mort de Jean Genet o Liberté de Paul Eluard.
Murió en Cordemais, a los 92 años, el 21 de febrero de 2021.

## Discografía

### Discografía LP (selecta)
- Hélène Martin, vol. 1. Select M 298.040 - BAM, sans date (reprise en LP 33 tr du 25 cm Récital n°1, BAM LD 381, 1961). Chanson noire (Aragon - H. Martin) - Je voyage bien peu... (J. Cocteau- H. Martin) - Les statues (H. Martin) - Le petit bois (J. Supervielle - H. Martin) - Hommage à la vie (J. Supervielle - H. Martin) - Amour d'Elsa (Aragon - H. Martin) - Anthologie (René-Guy Cadou - H. Martin) - La nuit (H. Martin) - Enfance (Paul Gilson - H. Martin) - La chanson de la plus haute tour.
- Hélène Martin, accompagnée par Franck Aussman et son orchestre, L'oiseau de paradis. Barclay CBLP 2024, sans date. L'oiseau de paradis (E. Marnay - Peou Sipho) - Cherche la rose (R. Rouzaud - H. Salvador) - L'amour ne finira pas (H. Martin - F. Olivia) - La nuit va commencer (B. Vian - H. Salvador) - Bêtise de Cambrai (H. Martin) - Ne me parlez pas (H. Martin) - Paris par coeur (Bodiney - J. Ferrat) - L'amour est venu (M. Alyn - H. Martin) - Qu'as-tu mon coeur (Ch. Guitrau) - Il y avait tant de muguet (R. M. Moulin - H. Martin).
- Hélène Martin, Le condamné à mort, La Boîte à musique, C500T, 1968.
- Hélène Martin, chante mes amis, mes amours. Disques du Cavalier, HLD 04, 1968.
- Hélène Martin, chante Hélène Martin. Disques du Cavalier - LM 240, 2 versions, 1969 et 1971. À l'abri de moi (musique J.-F Gaël) - Juin-des-Oiseaux - Paris, la belle affaire ! - Chanson pour ma chienne - Le Père - Chanson des villes - Dépêche-toi l'amour - Vincent - J'ai l'idée d'une idée - Martin
- Hélène Martin / Marc Ogeret. Jean Genet, Le condamné à mort, mis en musique par Hélène Martin, chanté par Marc Ogeret. Les disques du Cavalier - LM 940, 1970.
- Hélène Martin,  Liberté Femme, Disques du Cavalier CVR LM 340, 1971 (Réédition CD chez EPM/ADES 1990).
- Hélène Martin, Nativité. Disques du Cavalier, LM 440, 1973.
- Hélène Martin / Jacques Marchais, Un jour viendra couleur orange, Disques du Cavalier, LM 85, 1973.
- Hélène Martin, Ici le temps... Disques du Cavalier, LM 540, sans date. Héléna - Le petit air bovin - L'adieu aux poètes - Ça va, cavalier - Lettre à quelques-uns - La discordance - Pierrot-la-chanson - Un voyou pratique - Les trois - Un chant venu d'ailleurs - Ici le temps.
- Hélène Martin / Mireille Rivat, chantent Aragon, Élégie à Pablo Neruda. Testameno de otono. Disques du Cavalier, Collection Plain chant, FTL1-0096, 1975.

### Discografía en CD
- 1990 : Liberté Femme, disque 33 tours, Éditeur Cavalier CVR LM 340, 1971 (Réédition CD chez EPM/ADES 1990)
- 1996 : Hélène Martin chante les poètes, EPM. Compilación de canciones grabadas entre 1962 y 1983, con la voz de Laurent Terzieff.
- 2000 : La Douceur du bagne, libro-disco, EPM, Le Castor astral
- 2002 : Le Condamné à mort, cantado por Marc Ogeret, música de Hélène Martin, registrada en 1970, EPM "poètes et chansons".
- 2003 : Lucienne Desnoues, reedición, EPM "poètes et chansons"
- 2006 : Jean Genet, Un chant d'amour, Buda Musique. El segundo disco presenta poemas musicados por Hélène Martin, interpretados por Richard Armstrong y ella misma.
- 2006 : Va savoir, EPM
- 2007 : Pablo Neruda, de la poésie à la lutte. El cuarto disco presenta  L'Elégie à Pablo Neruda cantado por Hélène Martin.
- 2007 : Terres mutilées suivi de Dans mon pays, poemas de René Char, 1968, reeditado por EPM "Poésie".
- 2008 : Journal d'une voix, Des femmes-Antoinette Fouque.

## Premios
- El Prix du Disc de l ' Académie Charles-Cros, que logra:
  - por primera vez en 1961, uno de sus primeros 33 t
  - por segunda vez en 1973 : Hélène Martin / Fine Fleur
  - por tercera vez en 1980, el box set "Hélène Martin canta los poetas".
- El Gran Premio de la Académie du Disque Français por "Mis amigos, mis amores"
- Premio al humor negro por "Ballade de Bessie Smith"
- El Premio SACEM en 1986
- Premio Odette Vargues (SACEM) por todo su trabajo en 1988

Oficial de la Orden de las Artes y las Letras en 1986.

## Filmografía

### Como directora
- 1979 : Jean le Bleu, película para televisión

### Como guionista
- 1972 : Plain-chant, programa documental sobre poetas
- 1975 : Kafka: la carta al padre, telefilm de Nat Lilienstein
- 1975 : Pilotos de carreras, serie de televisión de Robert Guez
- 1979 : Jean le Bleu, telefilm que también dirige

### Como actriz
- 1977 : Pierrot la chanson, serie de televisión de Hervé Baslé y Jean Brard : Jeanne
- 1980 : Comme le temps passe, telefilm de Alain Levent